# Gestippelde rietboorder
De gestippelde rietboorder (Lenisa geminipuncta, voorheen geplaatst in het geslacht Archanara) is een nachtvlinder uit de familie van de uilen, de Noctuidae. De voorvleugellengte bedraagt tussen de 11 en 16 millimeter. De soort komt verspreid over Europa en Zuidwest-Azië voor.

## Levenscyclus
De gestippelde rietboorder kent één generatie die vliegt van eind juni tot in oktober. De rupsen leven vanaf midden mei tot midden juni in
opgroeiende rietstengels, waar ze aanzienlijke schade aanrichten. Eén rups heeft minstens twee tot drie stengels nodig voor zijn
ontwikkeling. Omstreeks eind juni, begin juli verpopt de rups zich onder in een nieuwe rietstengel.  Hij overwintert als ei.

## Waardplanten
De gestippelde rietboorder heeft riet als waardplant. De aantasting is zichtbaar vanaf eind mei en opvallend rond begin juni doordat de top van de stengel 1 tot 3 verdroogde bladen draagt. Tegen midden juli wordt de aantasting pas echt duidelijk doordat het gebruikte deel van
de stengel afvalt. Daarna ontwikkelt de stengel 1 tot 4 zijstengels.
In grote rietvelden kunnen de rupsen in opeenvolgende jaren aanzienlijke aantastingen veroorzaken. In de Oostvaardersplassen zijn gestippelde rietboorders de belangrijkste herbivoren in de moeraszone. In een rapport over de broedvogels van de rietvelden van de Oostvaardersplassen komt de grote rol van de gestippelde rietboorder in de ontwikkeling van de rietvelden uitgebreid aan de orde.

## Voorkomen in Nederland en België
De gestippelde rietboorder is in Nederland een vrij algemene en in België een zeldzame soort, die verspreid over het hele gebied kan worden gezien, vooral in het westen. De vlinder kent één generatie die vliegt van eind juni tot in oktober.

## Naamgeving
De Nederlandse naamgeving van deze soort is nogal verwarrend. Het Nederlandse Soortenregister noemt Gestippelde rietuil als alternatieve Nederlandse naam. De Vlinderstichting meldt dat de naam Gestippelde rietuil in de land- en tuinbouw wordt gebruikt. In de Antwerpse studie worden de namen Gestippelde rietuil en Rietstengelboorder genoemd. In studies over de Oostvaardersplassen wordt consequent de naam Rietstengelboorder gebruikt.
De naam rietstengelboorder wordt ook voor enkele andere (micro)nachtvlindersoorten gebruikt. De naam grote rietstengelboorder wordt gebruikt voor de rietmot, en kleine rietstengelboorder voor de poeltjespalpmot.